# Mông Huề Chiếu
Mông Huề Chiếu (giản thể: 蒙巂诏; phồn thể: 蒙巂詔; bính âm: Méngguī Zhào, ?～730) là một bộ lạc tại Vân Nam hình thành vào thời kỳ đầu nhà Đường và là một trong Lục Chiếu. Lãnh địa của Mông Huề Chiếu là khu vực bắc Nguy Sơn và Dạng Tỵ hiện nay, thuộc vùng trung-nam của Lục Chiếu. Nhà Đường cho thành lập Dương Qua Châu và các Mông Huề Chiếu Vương kế vị nhau làm thứ sử Dương Qua Châu. Kì vương Huề Phụ Thủ qua đời, đệ là Khư Dương Chiếu kế vị, sau khi Khư Dương Chiếu mất, nhi tử Chiếu Nguyên kế vị, thời gian chính xác Chiếu Nguyên tại vị không rõ, đại thể ước lượng vào thời kỳ Đường Huyền Tông trị vì. Chiếu Nguyên về sau mù quáng, đương thời kì tử Nguyên La đang ở Nam Chiếu để làm con tin, Nam Chiếu Vương Quy Nghĩa (Bì La Các) có lòng muốn thôn tính Mông Huề Chiếu, cho Nguyên La về. Mấy tháng sau, Nam Chiếu sai người sát hại Chiếu Nguyên, trục xuất Nguyên La, thôn tính Mông Huề Chiếu.